# 自然保護

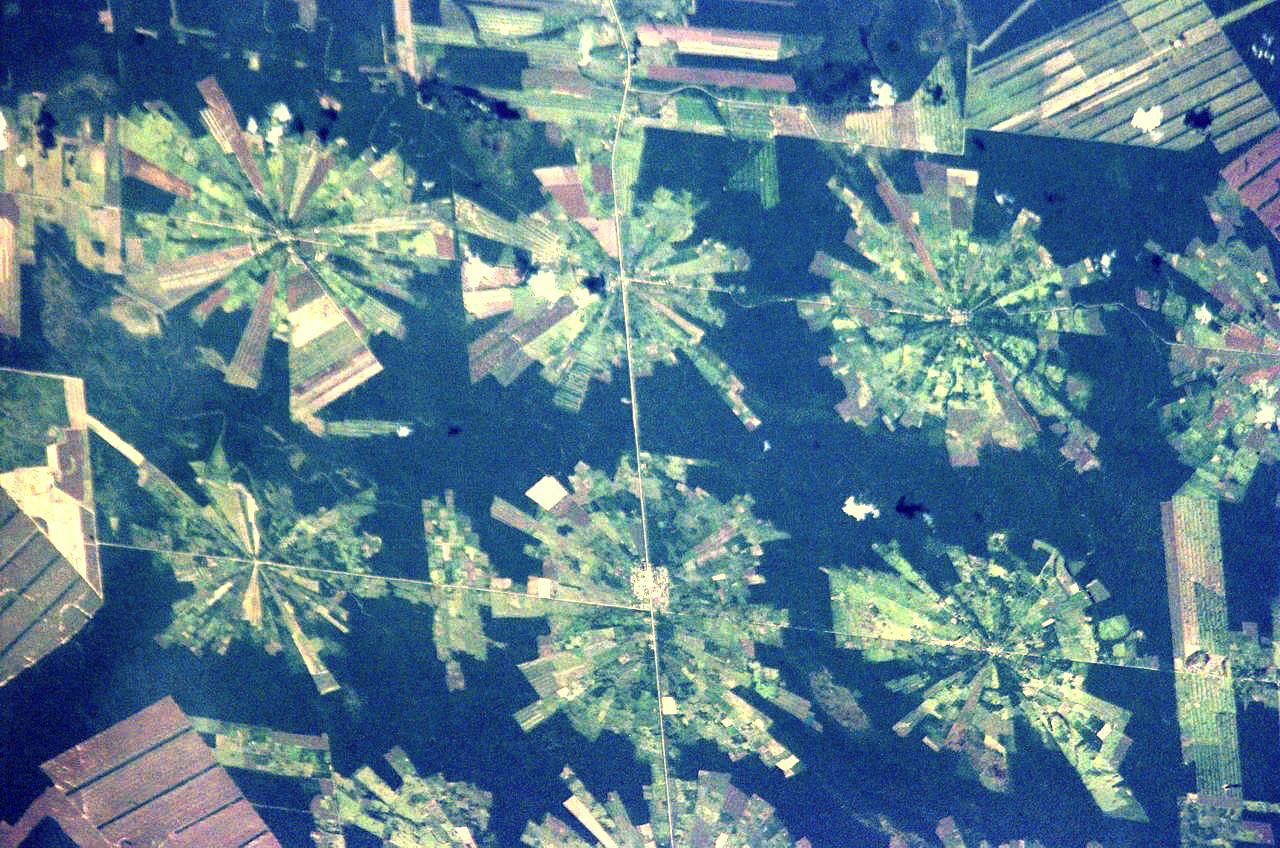
東ボリビアの低地プロジェクトにおける産業的森林破壊の衛星写真、架線集材を用いて森林を農地に替えている

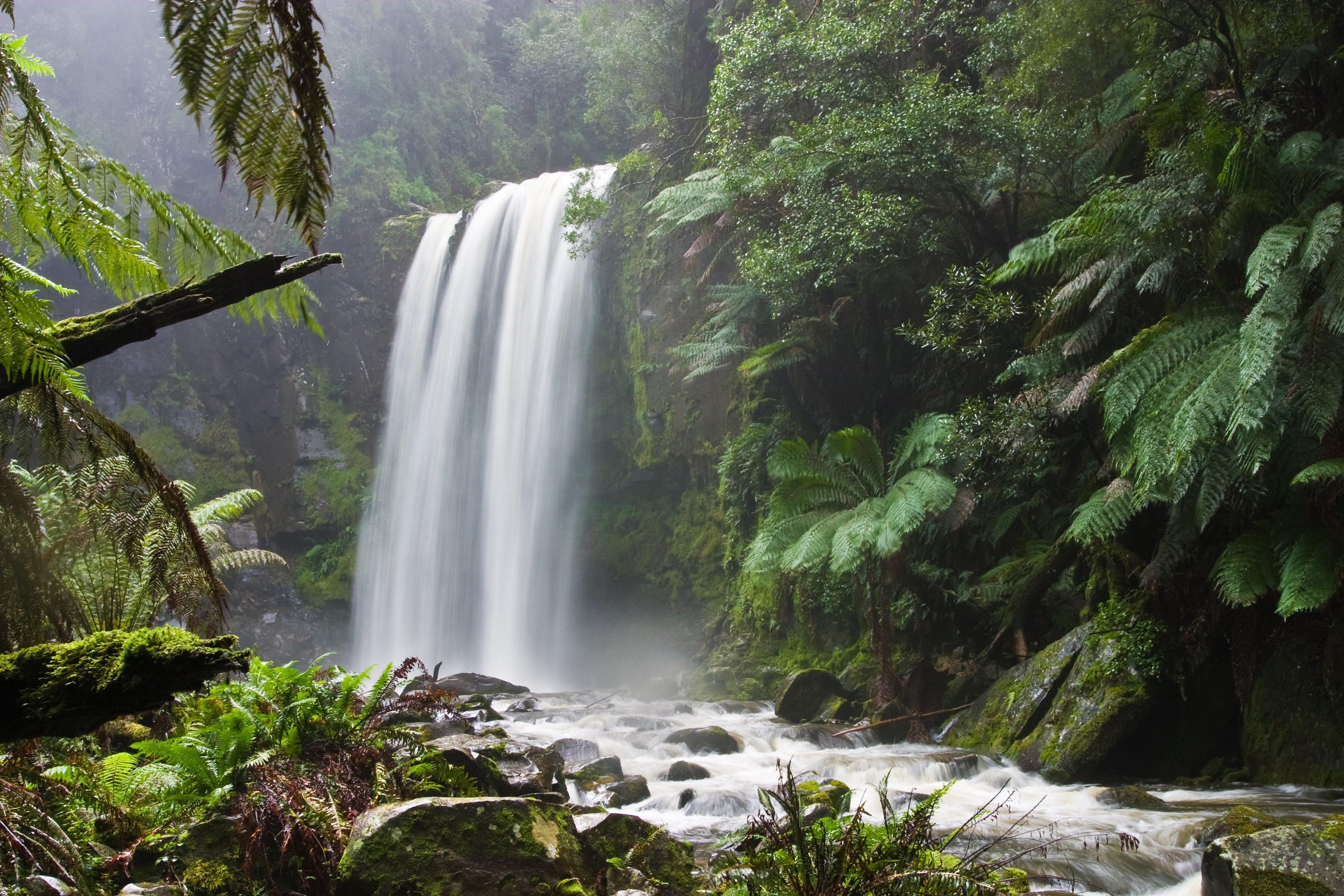
オーストラリアのホープトン滝は、見物者を受け入れつつ、その自然の特徴を守るために多くの注意が注がれてきた

自然保護（しぜんほご、nature conservation ）とは、種を絶滅から守り、生息地を維持し回復させ、生態系サービスを高め、生物多様性を守ることに焦点を当てた、道徳哲学および保全運動である。保護の根底には幅広い価値観があり、生命中心主義、人間中心主義、生態系中心主義、感覚主義がそれに影響しうる。 近年では根拠に基づく保全への動きがあり、保護活動の効果を上げるために、より多くの科学的証拠を用いることが求められている。2018年現在、陸地の15% と海洋の7.3% が保護されている。環境主義者の多くが、2030年までに陸地と海域の30% を保全するという目標を立てている。

## 概説
自然保護の目標には、生息地の保全、森林破壊の防止、種の絶滅の阻止、乱獲の減少、気候変動の緩和が含まれる。 自然保護主義者は異なる哲学的な見方で以って、その異なる目標へと向かう。
様々に語られる保全倫理の根本にあるのは、自然界には実利的な価値と共に、内在的かつ目に見えぬ価値がある、という考えである。この見方は、科学的な保全運動やかつてのロマン派的なエコロジー運動の一部から、引き継がれている。哲学者たちは、個々の生き物には生物中心主義、生物種や生態系全体にはエコホーリズムというように、自然の違った側面に、内在的な価値を付けてきた。
より実利的な自然保護派は人間中心主義的な見方を持っており、人間活動による自然への地域的・地球的な負荷を、現在と後世の人間の良好さへの影響において、適切に評価することを求めている。このような価値観がどう評価され、人々の間で交換されるかが、社会的・政治的・個人的な規制や、自然保護を行うための命令を決めている。これは現代の環境運動に共通する見解である。人の良好さへの答責を拡大し、感覚性ある動物の福祉を含めることに、関心が高まっている。感性ある個人に焦点を当てた自然保護倫理の分野には、エコフェミニズムや温情的自然保護が挙げられる。
アメリカ合衆国では1864年に、ロマン的そして功利主義的な自然保護の流れの基礎を作った、二冊の本が出版された。.ヘンリー・デイヴィッド・ソローの『ウォールデン』の没後版は、人の精神を培う砦としての、手付かずの自然の偉大さを認知させた。これとは違った本である、ジョージ・パーキンズ・マーシュの『人間と自然』（後に「人間活動で改変される地球 "The Earth as Modified by Human Action"」の副題がつけられた）では、人がその糧を得ている土地を変えて不毛にするのを、観察した記録が書かれている。
消費者の自然保護倫理は時に、「リシンク、リデュース、リサイクル、リペア」の「4R」で表される。この社会的倫理は主に、地域消費や、道徳的購入、持続可能で効率的な再生可能資源の使用、有限資源の破壊的な使用を控えること、大気や水質・生ける地球の自然な働き・建造環境における文化的価値などの共有資源への害を防ぐことに、関係している。
合衆国における自然保護倫理を策定したとされるのは、セオドア・ルーズベルト元大統領である。

## 参照
1. ↑  Newman, Varner, Lunquist (2018). Defending Biodiversity. Cambridge University Press. ISBN 9781139024105
2. ↑  “To keep the planet flourishing, 30% of Earth needs protection by 2030”. National Geographic. 2021年5月18日閲覧。
3. ↑  “New Australian Marine Parks Protect an Area Twice the Size of the Great Barrier Reef”. Ecowatch. Mongabay. (2021年5月14日) 2021年5月18日閲覧。
4. ↑  Gardiner and Thompson (2017). The Oxford Handbook of Environmental Ethics. OUP
5. ↑  Hawkins, Ronnie Zoe (1998). “Ecofeminism and Nonhumans: Continuity, Difference, Dualism, and Domination”. Hypatia 13 (1):  158–197. doi:10.1111/j.1527-2001.1998.tb01356.x. ISSN 0887-5367. JSTOR 3810611.
6. ↑  Wallach, Arian D.; Batavia, Chelsea; Bekoff, Marc; Alexander, Shelley; Baker, Liv; Ben‐Ami, Dror; Boronyak, Louise; Cardilini, Adam P. A. et al. (2020). “Recognizing animal personhood in compassionate conservation” (英語). Conservation Biology 34 (5):  1097–1106. doi:10.1111/cobi.13494. ISSN 1523-1739. PMC 7540678. PMID 32144823.
7. ↑  “The Conservation Ethic & The Founding the US Forest Service”.   Alpha Steward (2020年4月10日). 2020年6月21日閲覧。